# Renate Jaeger (Grafikerin)

Birkenhain

Renate Jaeger (geb. Martin; * 6. September 1933 in Dresden; † 11. Dezember 2018) war eine deutsche Grafikerin.

## Leben und Werk
Renate Martin absolvierte in Dresden bis 1952 die Erweiterte Oberschule und machte das Abitur. Von 1952 bis 1957 studierte sie an der Hochschule für Bildende Künste Dresden bei Hans Theo Richter und Lea Grundig. Nach dem Diplomabschluss als Grafikerin arbeitete sie im Zeichensaal des Hygiene-Museums Dresden und ab 1959 in Dresden als freischaffende Künstlerin. 1959 heiratete sie den Bildhauer Gerd Jaeger. 1964/66 wurden ein Sohn bzw. eine Tochter geboren.
Renate Jaeger schuf insbesondere Holzschnitte, teilweise als Buchillustrationen, und ab 1975 Textil-Applikationen, von denen der Sächsische Kunstfonds 1992 vier erwarb.
Von 1986 bis 1993 fertigte Renate Jaeger Entwürfe für die Paramentenwerkstatt des Diakonissenhauses Dresden.
Sie hatte eine große Zahl von Einzelausstellungen und Ausstellungsbeteiligungen, u. a. 1967/1968, 1982/1983 und 1987/1988 in Dresden an der VI., IX. und X. Kunstausstellung der DDR.
Renate Jaeger war über viele Jahre mit der Keramikerin Erika Liebig befreundet.
Sie wurde auf dem Dresdner Trinitatisfriedhof beigesetzt.

## Mitgliedschaften
- 1957 bis 1990: Verband Bildender Künstler der DDR
- ab 1990: Künstlerbund Dresden

## Museen und öffentliche Sammlungen mit Werken Renate Jaegers (unvollständig)
- Leipzig: Grassi Museum für Angewandte Kunst
- Luxemburg: Sammlung der Stadt
- Szombathely: Savaria Múzeum

## Buchillustration
- Gerhard Dallmann: Gedankenstriche. Zwölf Geschichten um den Kalender. Evangelische Verlagsanstalt, Berlin, 1975 (Holzschnitte)